# Carrias
Carrias település Spanyolországban, Burgos tartományban. Carrias Alcocero de Mola, Prádanos de Bureba, Briviesca, Bañuelos de Bureba, Belorado és Valle de Oca községekkel határos. Lakosainak száma 24 fő (2024).

## Népesség
A település népessége az utóbbi években az alábbiak szerint változott:
| Lakosok száma | 46   | 42   | 34   | 30   | 26   | 23   | 25   | 26   | 25   | 24   |
|               | 2001 | 2004 | 2006 | 2009 | 2011 | 2014 | 2016 | 2019 | 2021 | 2024 |